# Cristodesisa vicina
Cristodesisa vicina är en skalbaggsart som beskrevs av Stefan von Breuning 1972. Cristodesisa vicina ingår i släktet Cristodesisa och familjen långhorningar. Inga underarter finns listade i Catalogue of Life.